# The Goats
Pour les articles homonymes, voir Goats.
The Goats est un groupe américain de hip-hop, originaire de Philadelphie, en Pennsylvanie, actif entre 1991 et 1994.

## Histoire
Le groupe (dont le nom, selon Swayzack, est choisi pour joindre le mot « bouc émissaire » et le dicton « Don't get my goat », concluant qu'ils pensaient que le gouvernement avait définitivement obtenu leur chèvre au moment de la formation) commence en 1991 avec les chanteurs fondateurs OaTie Kato (James D'Angelo), et Swayzack (Patrick Shupe), avec les sœurs Love et Rucyl Mills et le frère d'Oatie, Vinnie Angel. Ils sortent une cassette éponyme avec cette formation peu après avoir été présentés à Madd (alias « the M-A-the-double-D », Maxx Stoyanoff Williams) par l'intermédiaire du musicien de danse King Britt.
Le groupe enregistre sur Columbia Records / Ruffhouse Records, et leur premier album, Tricks of the Shade (1992), est considéré comme l'un des meilleurs albums de Philadelphie de tous les temps. Ils sortent deux albums studio. Tricks of the Shade (1992) est produit par OaTie Kato et le producteur Joe « the Butcher » Nicolo) et publié par Ruffhouse Records. Il se classe à la 58e place du UK Albums Chart en août 1994. Leur album suivant, No Goats, No Glory (1994), est publié par Columbia Records.
The Goats a tourné avec Urge Overkill, Dog Eat Dog, Cypress Hill, Public Enemy, Beastie Boys et Luscious Jackson.
En 1994, OaTie Kato quitte The Goats, apparemment parce qu'il a raté un vol pour se rendre à une date de tournée. Il est remplacé par le chanteur et batteur Derek « D'Recka » Pierce. Ses projets ultérieurs comprennent la réalisation et l'écriture, aux côtés de son frère, du film The Orange Thief (2007), qui remporte un certain nombre de prix dans le circuit des festivals, et la fondation du groupe Jimmy Luxury en 2009, qui est signé par Sony Records. Depuis, il a quitté le monde de la musique et organise des séminaires sur l'utilisation de Bitcoin et d'autres sujets tels que le changement climatique. Swayzack cesse toute activité musicale après la séparation du groupe. Madd, le membre restant, continue de se produire et de produire de la musique, d'abord avec le groupe dérivé des Goats, Incognegro, puis avec Black Landlord et SPK.
En 2019, un album live des Goats, Live at Khyber Pass - July 4th, 1993, sort et figure sur la page d'accueil d'iTunes UK pendant une semaine. Dans l'introduction du livre sur Ruffhouse Records, écrit par Chris Schwartz, QuestLove, sorti en 2019, le leader des Roots, écrit que les Goats ont demandé à son groupe de s'échauffer pour eux, ce qui a donné lieu à leur premier concert en direct. 

## Discographie

### Albums studio
- 1992 : Tricks of the Shade (Ruffhouse, Columbia)
- 1994 : No Goats, No Glory (Ruffhouse/Columbia)
- 2019 : Live at Khyber Pass — July 4th, 1993 (album lvie)